# Тјехла
Тјехла (слч. Tehla) насељено је мјесто са административним статусом сеоске општине (слч. obec) у округу Љевице, у Њитранском крају, Словачка Република.

## Становништво
| Година:    | 1994. | 2004.   | 2014.   | 2024.   |
| ---------- | ----- | ------- | ------- | ------- |
| Број људи: | 570   | 557     | 516     | 489     |
| Разлика:   |       | -2,28 % | -7,36 % | -5,23 % |

| Година:    | 2023. | 2024.   |
| ---------- | ----- | ------- |
| Број људи: | 480   | 489     |
| Разлика:   |       | +1,87 % |

Према подацима о броју становника из 2024. године насеље је имало 489 становника.